# 乳突薹草
乳突薹草（学名：Carex maximowiczii）是莎草科薹草属的植物。分布于朝鲜、日本以及中国大陆的辽宁、山东等地，生长于海拔300米至760米的地区，常生于山坡阳处以及水边潮湿处，目前尚未由人工引种栽培。

## 别名
麦薹草（东北草本植物志）

## 异名
- Carex maximowiczii Miq. var. suifunensis (Kom.) Nakai